# Жижек, Кевин
Ке́вин Жи́жек (словен. Kevin Žižek; родился 21 июня 1998 года, Марибор, Словения) — словенский футболист, нападающий.

## Клубная карьера
Кевин Жижек — воспитанник «Побрежья», «Марибора», «Браво» и «Нюрнберга». За вторую команду последних дебютировал в матче против «Байройта». Всего за «Нюрнберг II» сыграл пять матчей.
В 2019 году перешёл в «Муру», но был отдан в аренду в «Браво», где не сыграл ни матча. Дебют за «Муру» состоялся 24 ноября в матче против «Табора». Свой первый гол забил в ворота «Целе». Всего за клуб провёл 49 матчей, где забил 4 мяча. Также вместе с клубом стал чемпионом Словении и обладателем Кубка.
1 июля 2021 года перешёл в «Целе». За клуб дебютировал в матче против «Марибора». В матче против «Муры» получил красную карточку. Всего за «Целе» сыграл девять матчей.
25 февраля 2022 года перешёл в «МАС Таборско». Дебютировал за клуб в матче против «Вишкова». Всего за «МАС Таборско» сыграл девять матчей.
1 июля 2022 года стал свободным агентом.

## Карьера в сборной
В составе сборной Словении до 17 лет принимал участие на чемпионате Европы, где сыграл один матч против Чехии. Всего за сборные Словении до 17, 18 и 19 лет сыграл в 23 матчах.

## Достижения
- Чемпион Словении: 2020/21
- Обладатель Кубка Словении: 2019/20